# Туманність Вестбрука
Туманність Вестбрука (CRL 618) — це асферична протопланетарна туманність. Вона формується зорею, що вже минула стадію червоного гіганта, а в її ядрі припинилися процеси ядерного синтезу. Ця зоря захована в центрі туманності, і вона продовжує вивергати газ та пил на швидкості до 200 км/с. Ця туманність названа на честь Вільяма Е. Вестбрука.
Туманність Вестбрука почала формуватись близько 200 років тому, і складається в основному з молекулярного газу. Зовнішня частина туманності є результатом взаємодії швидких біполярних потоків та газу, що був вивержений із зорі, коли вона перебувала на стадії асимптотичної гілки гігантів. Дві ділянки туманності розташовані відносно зорової осі під нахилом 24°. Енергія, яку випромінює туманність, є розсіяним світлом від зорі у її центрі; світлом, що випромінюється із зони H II, яка оточує зорю, а також енергією газів, збурених ударними хвилями в біполярних струменях.
Вважається, що центральна зоря належить до спектрального класу B0, і має світність у 12 200 разів більшу, ніж світність Сонця.